# Goodtimes Home Entertainment
Goodtimes Home Entertainment was een distributiebedrijf voor videobanden en dvd's, bekend voor zijn films over personages in het publiek domein.

## Uitgaven
Goodtimes publiceerde verschillende producties. Dat zijn fitnessvideo's, compilatiebanden en de distributie van films en tv-producties van enkele grotere studio's. Het bekendst werd Goodtimes om zijn bewerkingen van oude verhalen. 

## Sprookjes
Goodtimes distribueerde onder andere films van
- Roodkapje (1995)
- Sneeuwwitje
- Rudolph the red-nosed reindeer
- Cinderella
- Jungle book
- Alice in wonderland

## Teloorgang
Goodtimes ging in 2005 uiteindelijk failliet en moest zijn activiteiten verkopen aan Gaiam. 